# Paul Rabel
Pour les articles homonymes, voir Rabel.
Paul Rabel (1848-1899) est un ingénieur des travaux publics, responsable des ponts de Paris, haut fonctionnaire et homme politique français.

## Biographie
Paul Camille Alfred Rabel naît le 11 novembre 1848 à Landreville (Aube). Il est le fils de Joseph Rabel, avocat, et de Suzanne Carreau.
Après sa formation à l'École Polytechnique (1868-1870) puis à l'École des Ponts et Chaussées (1871-1874), il devient ingénieur des ponts et chaussées.
Le 8 décembre 1892, Paul Rabel, 5 rue de Logelbach à Paris, père d’André Rabel, dépose un brevet français pour un système de pont à arc à culasses compensatrices ancrées dans les culées (enregistrement n° 226264).

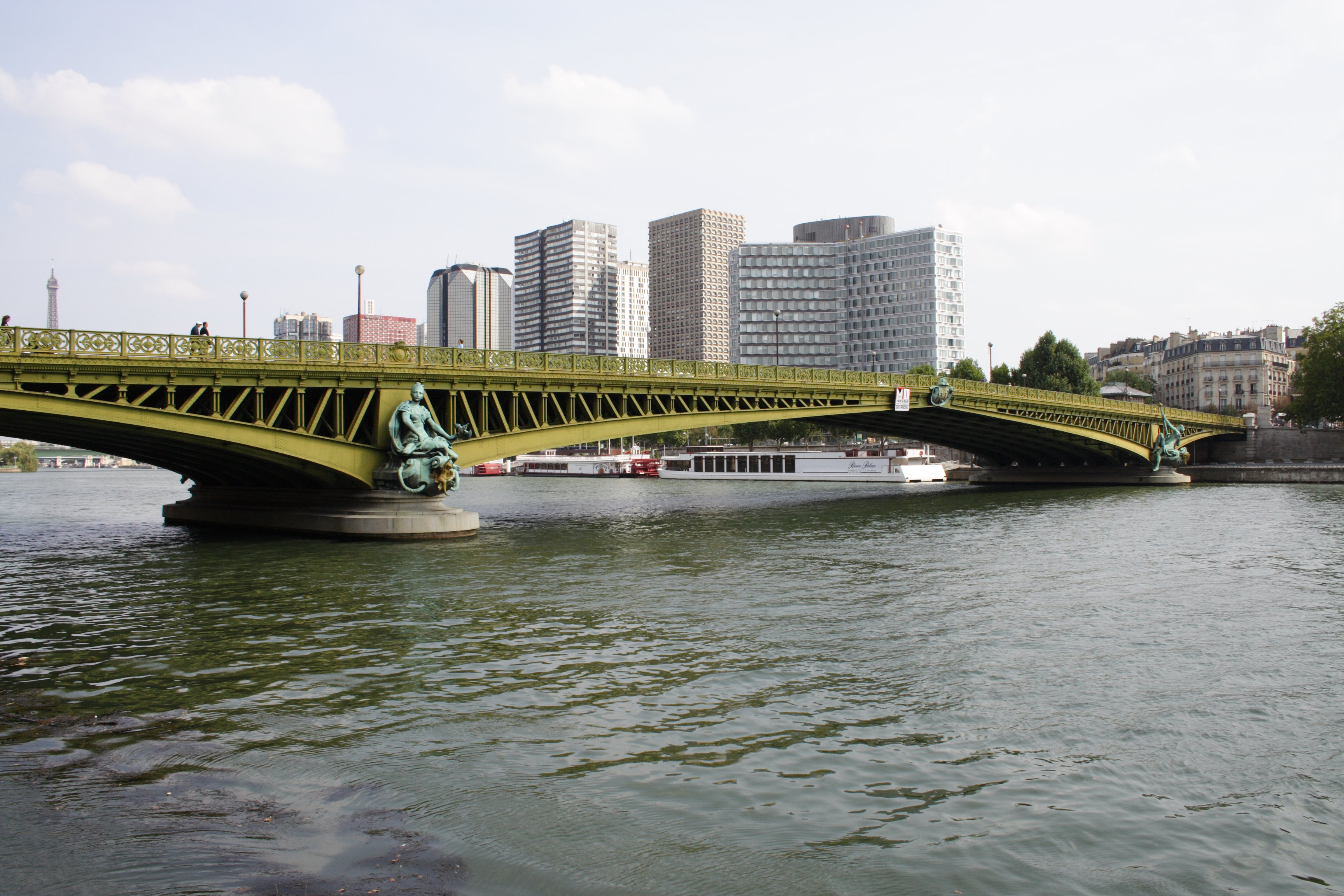
Le pont Mirabeau

Comme le pont Alexandre-III, le pont Mirabeau est un chef-d'œuvre de technique et d'élégance architecturale. Il fut construit entre 1893 et 1896 pour relier directement les quartiers d'Auteuil et de Passy, rive droite, avec ceux de Javel et de Grenelle, rive gauche.
Conçu par l'ingénieur Rabel, responsable des ponts de Paris, assisté des ingénieurs Jean Résal et Amédée Alby, c'est le premier pont métallique en arcs à culasses, composé de deux ossatures symétriques qui, en s'arc-boutant, donnent à la structure son équilibre.
Outre son métier d'ingénieur, il exerce d'importantes responsabilités dans l'administration auprès de Charles de Freycinet, plusieurs fois ministre et président du conseil à la fin du XIXe siècle.
A son décès en 1899, il est inspecteur général des ponts et chaussées.

## Vie privée
Paul Rabel épouse Marie Henry (1856-1916) le 9 mai 1876 à Troyes. Elle est la fille de Louis-Alban Henry, maire de Troyes de 1871 à 1875 et conseiller général de l'Aube de 1871 à 1877.
Le couple a un fils unique : André Rabel (1878-1934), ingénieur et négociant.

## Activités militaires, scientifiques et culturelles
- Participation à la guerre franco-allemande de 1870-1871 comme attaché au cabinet de Charles de Freycinet, délégué du ministre de la guerre, d'octobre 1870 à février 1871[4] ;
- Officier du génie de réserve, de 1874 (lieutenant) à sa mort en 1899 (lieutenant-colonel)[4] ;
- Membre correspondant de la Société académique d'agriculture, des sciences, arts et belles-lettres du département de l'Aube de 1894 à 1899[5],[6].

## Distinctions
- Officier de la Légion d'honneur (5 octobre 1880) ; chevalier du 8 avril 1879[7]